# VARD 6 01
VARD 6 01 bezeichnet einen Kreuzfahrtschiffstyp. Von dem Typ wurden zwei Schiffe für die australische Reederei Coral Expeditions gebaut.

## Geschichte
Der Schiffstyp wurde von Vard Design entworfen. Die Schiffe wurden auf der Werft Vard Vang Tau in Vũng Tàu, Vietnam, gebaut.
Coral Expeditions nutzt die Schiffe für Expeditionskreuzfahrten rund um Australien, der asiatisch-pazifischen Inselwelt, im Südpazifik und im Indischen Ozean.

## Beschreibung
Die Schiffe werden dieselelektrisch durch zwei Elektromotoren angetrieben, die auf zwei Propellergondeln mit Zugpropeller wirken. Die Schiffe sind mit einem elektrisch angetriebenen Bugstrahlruder ausgerüstet. Für die Stromerzeugung stehen drei Dieselgeneratorsätze zur Verfügung. Zwei der Generatoren werden von Caterpillar-Dieselmotoren des Typs 3512C, der dritte von einem Caterpillar-Dieselmotor des Typs C32. Weiterhin wurde ein von einem Scania-Dieselmotor des Typs DI9 angetriebener Notgenerator verbaut.
Die Schiffe verfügen über fünf für Passagiere zugängliche Decks. Die Passagierkapazität beträgt 120 Personen, die in 60 Kabinen untergebracht werden können. Alle Kabinen sind Außenkabinen, 32 davon verfügen über einen Balkon. Für die Passagiere stehen unter anderem ein Restaurant und eine Lounge zur Verfügung. Die Brücke befindet sich im vorderen Bereich der Schiffe. Hier ist auch eine Beobachtungslounge eingerichtet. Auf dem Oberdeck stehen zusätzliche Bereiche für die Passagiere unter anderem mit einer Bar zur Verfügung.
Die Schiffe sind mit zwei Beibooten und sechs Festrumpfschlauchbooten ausgerüstet, mit denen beispielsweise Exkursionen und Anlandungen an Küsten möglich sind.

## Schiffe
| VARD 6 01        | VARD 6 01 | VARD 6 01  | VARD 6 01                                 |
| Bauname          | Baunummer | IMO-Nummer | Kiellegung Stapellauf Ablieferung         |
| ---------------- | --------- | ---------- | ----------------------------------------- |
| Coral Adventurer | 886       | 9838644    | 16. März 2018 8. Dezember 2018 März 2019  |
| Coral Geographer | 918       | 9883986    | 22. Mai 2019 18. September 2020 März 2021 |

## Galerie

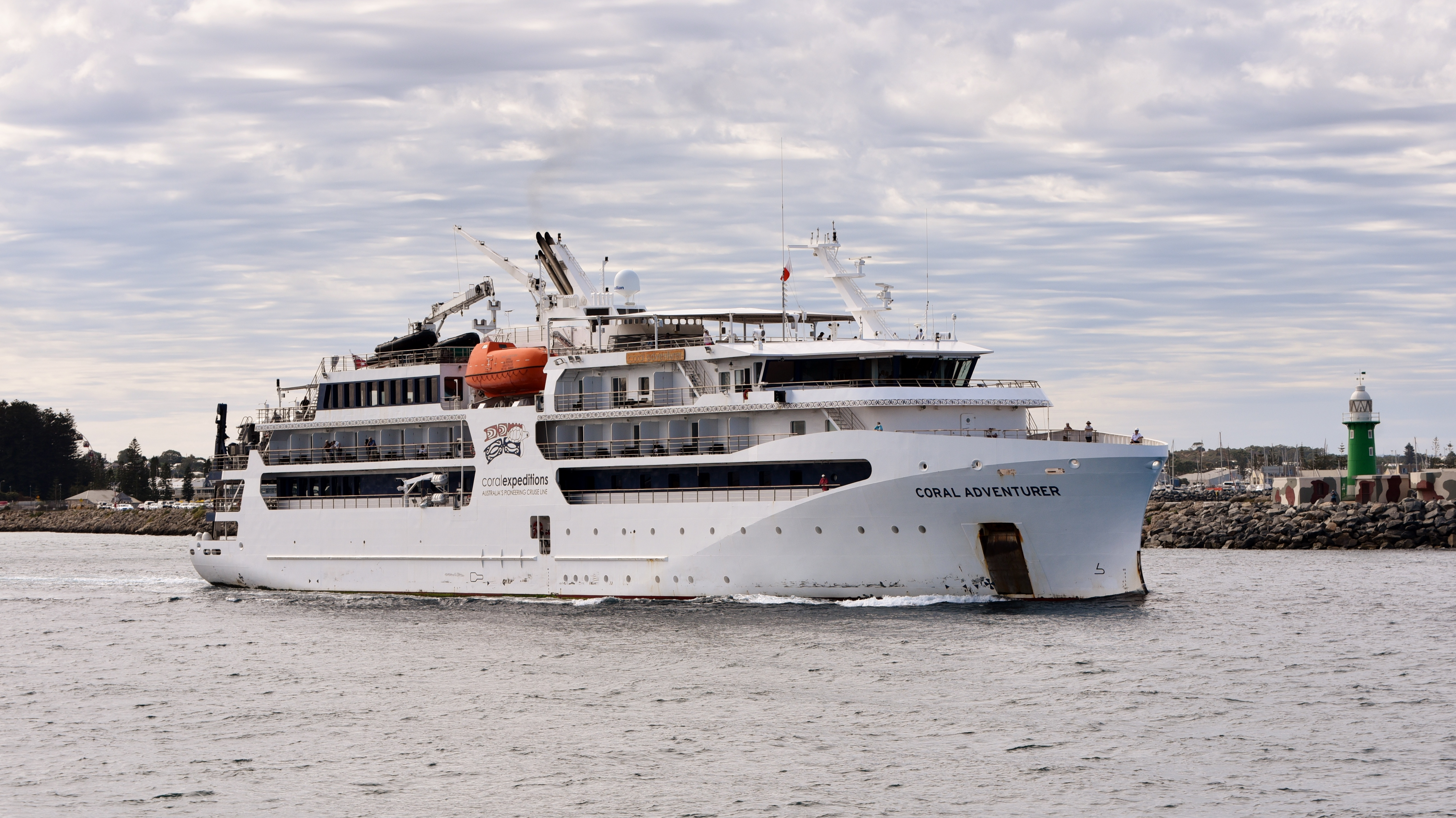
Coral Adventurer
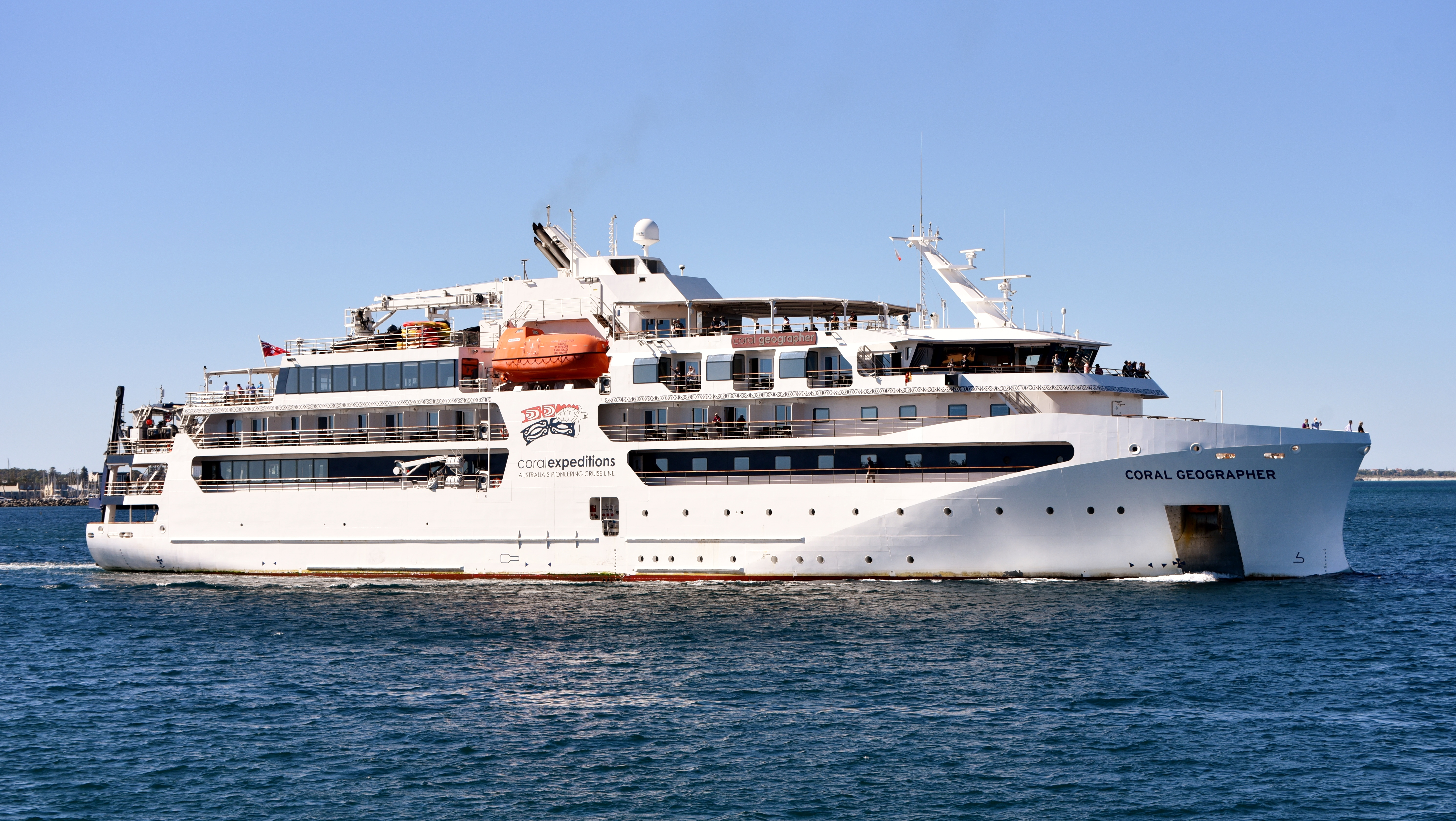
Coral Geographer